# Heinrich von Wittek

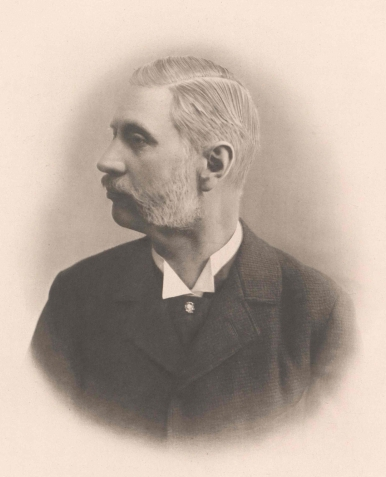
Heinrich von Wittek

Ridder Heinrich von Wittek (Wenen, 29 januari 1844 – aldaar, 9 april 1930) was een Oostenrijks staatsman en politicus voor de Christelijk-Sociale Partij. Hij was hoofd van het k.k. spoorwegministerie en vier weken lang minister-president van Cisleithanië in 1899-1900.

## Biografie
Heinrich Wittek werd in Wenen geboren als de oudste zoon van Johann Marzellin Wittek (1801–1876), een officier in het Oostenrijkse leger, die kort na Heinrichs geboorte werd aangesteld als opvoeder van de zonen van aartshertog Frans Karel. De jonge Heinrich groeide op aan het Weense hof en raakte in het bijzonder bevriend met aartshertog Lodewijk Victor, de jongste broer van de latere keizer Frans Jozef I. Zijn vader werd in 1858 in de adelstand verheven en ontving in 1871 de erfelijke titel van ridder.
Hij studeerde rechten aan de Universiteit van Wenen en begon na zijn doctoraat aan een carrière als ambtenaar op het Oostenrijks ministerie van Handel, waar hij zich toelegde op de oprichting van de k.k. österreichische Staatsbahnen ten gevolge van de Lange Depressie die in 1873 begon. Aangezien hij zich een expert toonde, werd hij in 1886 tot sectiechef van het spoorwegdepartement bevorderd en in 1895 was hij zelfs kortstondig minister van Handel.
Op 30 november 1897 werd Wittek aangesteld als minister van Spoorwegen in de regering van baron Gautsch, een functie die hij in verschillende opeenvolgende regeringen uitoefende tot 1 mei 1905. Na het aftreden van graaf Clary-Aldringen in december 1899 was Wittek tevens waarnemend minister-president van Cisleithanië, tot de aanstelling van Koerber in januari 1900.
Onder zijn ministerschap werd het spoorwegnetwerk van de k.k. österreichische Staatsbahnen beduidend uitgebreid met een omvangrijk aanbouwprogramma, zoals besloten door de Rijksraad in 1901. Daarnaast zette Wittek zich ook in voor het verbeteren van de sociale omstandigheden van het spoorwegpersoneel. Toen de kosten van de constructieprojecten echter uit de hand liepen, verloor hij aan steun en op 1 mei 1905 nam hij uiteindelijk ontslag.
Enkele dagen later werd hij door zijn partijgenoot en burgemeester van Wenen Karl Lueger tot ereburger van Wenen benoemd. Op 16 augustus dat jaar werd hij door de keizer bovendien tot levenslang lid benoemd van het Herenhuis, het hogerhuis van de Rijksraad. Vanaf de verkiezingen van 1907 tot 1911 was hij tevens lid van het Huis van Afgevaardigden, het Oostenrijkse lagerhuis.
Beust · K. von Auersperg · Taaffe · Plener · Hasner von Artha · Potocki · Hohenwart · Holzgethan · A. von Auersperg · Stremayr · Taaffe · Windisch-Graetz · Kielmansegg · Badeni · Gautsch von Frankenthurn · Thun ·  Clary-Aldringen · Wittek · Koerber · Gautsch von Frankenthurn · Hohenlohe-Schillingsfürst · Beck · Bienerth-Schmerling · Gautsch von Frankenthurn · Stürgkh · Koerber · Clam-Martinic · Seidler von Feuchtenegg · Hussarek von Heinlein · Lammasch